# はしのえみ
はしの えみ（1973年10月23日 - ）は、日本のタレント、司会者、女優、モデル。旧姓及び旧芸名:橋野 恵美（現芸名と読み同じ）、本名:綱島 恵美（つなしま えみ）。鹿児島県鹿児島市出身。東京都立新宿山吹高等学校卒業。所属事務所は佐藤企画。愛称は「えみちゃん」「はしえみ」「姫」。夫は俳優の綱島郷太郎。

## 来歴・人物
鹿児島県立松陽高等学校1年修了後、単身上京した。萩本欽一プロデュースの演劇集団「欽ちゃん劇団」1期生で、在籍時から芝居、CHA-CHAのバックダンサー、音楽ユニット「CHU-CHU」や「ブカブカ」などで活動する。
一時期休業後、1996年7月に22歳で『王様のブランチ』（TBSテレビ）で「ブランチリポーター」を務める。1998年4月に芸名をひらがな表記に改名する。
1998年に王様のブランチの女性レポーターによる8人組ユニット「BRAN-KO」を結成してCDデビューする。ロケではさまざまなキャラクターに扮しており、24歳のときに誕生した"姫様"のキャラクターは番組の一コーナーとなり15年以上続いた。2014年3月29日放送に番組から降板した。
松浦亜弥のモノマネが得意で、「あややがいてくれて良かった」と語る。2003年12月に『ザ・ベストテン2003』で松浦と共演した。
2004年放送のNHK大河ドラマ『新選組!』で時代劇に出演する。2005年7月18日放送分から中京テレビ制作のクイズ番組『サルヂエ』で、病気で降板した岡田眞澄演じる「サルさん」の期間限定代理「サルちゃん」として司会する。10月19日放送分から同番組がゴールデンタイムへ進出（日本テレビ・中京テレビ共同制作）して以降、2007年1月の番組終了まで司会した。
2006年10月2日から11月24日まで放送された帯ドラマ『みこん六姉妹』（CBC制作・TBS系）でテレビドラマに初主演する。
2008年4月12日からNHK『週刊こどもニュース』の6代目お母さん役を務め、初めてNHKでレギュラー番組を担当した。
『みこん六姉妹』での共演をきっかけに俳優の綱島郷太郎と交際を始め、2009年1月1日に入籍したことを1月7日に発表した。10月20日にはしのの地元の鹿児島市で結婚式を挙げた。
2015年5月16日に第1子妊娠を公表し、10月16日に第1子女児を予定外の帝王切開で出産、10月21日に退院した。
2025年3月29日、『王様のブランチ』に11年ぶりに出演した。

## エピソード
- 10歳の時に鹿児島テレビ (KTS) の視聴者参加のど自慢番組に出場し、松田聖子の『Rock'n Rouge』を歌唱した。
- 酒好きでチューハイを好み、「仕事終わりに500ml缶を飲み干すのが至福の時」と語る。酒豪ではなく大量に飲めるわけではない。
- スケジュールに空きが生じると1年に何回も鹿児島へ帰省するほど郷土愛が強く、仕事でも出演番組で郷里紹介に力を入れている。『秘密のケンミンSHOW』2012年5月24日放送[14][15]で、番組内ドラマで鹿児島弁（薩隅方言）を披露した[16]。
- 2007年2月5日に自営業の実父が他界したが当日は舞台「仇討物語 でんでん虫」に出演中で、終演後に帰省したが臨終に立ち会えなかった。
- 『トリビアの泉』2002年11月4日放送回で、「ノッポさんはしゃべったことがある」が過去最高の「99へえ」となった。審査員5人中4人が「満 (=20) へえ」で、はしのは「もう少し情報が知りたかったから」「19へえ」として、初の「100へえ」とならなかった。

## 出演

### テレビバラエティ
- はなきんデータランド（1992年2月 - 1995年3月、テレビ朝日）
- 冒険!ゴジランド（1992年10月 - 12月、テレビ東京）
- 冒険!ゴジランド2（1993年10月 - 12月、テレビ東京）
- 王様のブランチ（1996年7月 - 2014年3月、TBSテレビ）
- タミヤRCカーグランプリ（1997年4月 - 1999年3月、テレビ東京）
- Gパラダイス 爆裂遊戯団（1998年10月 - 1999年3月、テレビ東京）
- キャイ〜ン・寛平の女神の真相（1999年10月 - 2000年3月、TBSテレビ）
- キャイ〜ン・寛平の女神の誘惑（2000年4月 - 2000年9月、TBSテレビ）
- 年中夢中コンビニ宴ス（2000年10月 - 2001年3月、テレビ朝日）
- ポンキッキーズ→ポンキッキーズ21（2000年10月 - 2004年3月、フジテレビ） - 魔女の「エミージョ」 役
- 森田一義アワー 笑っていいとも!（2001年4月4日 - 2005年3月29日、フジテレビ）
- クイズ!目からウロコ（2001年4月 - 2001年9月、フジテレビ）
- あんたにグラッツェ!・あんグラNOW!（2001年 - 2004年、中京テレビ制作・日本テレビ）
- サタッぱち 古舘の買物ブギ!!（2002年4月 - 2002年9月、テレビ朝日）
- 大改造!!劇的ビフォーアフター（2002年4月 - 2003年11月、朝日放送制作・テレビ朝日）
- トリビアの泉（2002年10月 - 2004年6月頃、フジテレビ）
- 中川家ん!（2003年9月 - 2005年3月、毎日放送）
- 決定!これが日本のベスト100全国一斉○○テスト（2003年10月 - 2005年9月、テレビ朝日）
- サルヂエ（2005年10月 - 2007年1月、中京テレビ・日本テレビ共同制作） - サルちゃん 役
- 西川きよしのご縁です!（東海テレビ） - 準レギュラー
- ふしぎのトビラ（2006年3月 - 、東北放送ほか東北・新潟7局ネット）
- ちきゅう屋駄菓子店（2007年4月 - 、CBCテレビ）
- 週末のシンデレラ 世界弾丸トラベラー!!（2007年10月27日、日本テレビ） - トラベラーとして
- 週刊こどもニュース（2008年4月 - 2010年3月、NHK総合） - お母さん 役
- 時代劇おもしろ雑学「虎之巻」（2009年10月5日 - 2012年10月27日、CS放送 時代劇専門チャンネル） - 進行役
- 新感覚ゲーム クエスタ（2010年4月 - 、NHK総合）
- こんなステキなにっぽんが（2010年5月、NHK BShi・NHK BS2）
- 武田鉄矢のショータイム（2011年4月 - 、NHK BSプレミアム）
- QUEEN'S PAD〜ステキな明日へのメッセージ〜（2012年10月- 2013年3月、BS11）
- 情報TV! 女の時間〜大人の女子力アップナビ〜（2013年4月、BS11）
- Let's天才てれびくん（2015年6月1日 - 4日、NHK教育） - 鹿児島どちゃもん・くろはやとん 役

### テレビドラマ
- テニス少女夢伝説!愛と響子（1990年、フジテレビ）
- 宝引の辰捕者帳（1995年3月 - 1995年8月、NHK総合）
- せつない 15th tale「兄貴の恋人」（1998年7月、テレビ朝日）
- ママチャリ刑事（1999年3月、TBSテレビ）
- 天国に一番近い男（1999年3月、TBS）
- 独身生活（1999年7月 - 1999年9月、TBS）
- お見合い結婚（2000年2月、フジテレビ）
- 29歳の憂うつ パラダイスサーティー（2000年4月 - 2000年7月、テレビ朝日）
- ビューティ7（2001年7月、日本テレビ）
- 探偵家族（2002年8月、日本テレビ）
- 共犯者（2003年10月 - 2003年12月、日本テレビ）
- 新選組!（2004年、NHK総合） - まさ（原田左之助の妻） 役
- DRAMA COMPLEX「嘘をつく死体」（2006年4月11日、日本テレビ）
- 7人の女弁護士（2006年5月18日）第6話ゲスト
- ドラマ30・みこん六姉妹（2006年10月2日 - 11月24日、中部日本放送制作、TBSテレビ）※ドラマ初主演
- 火曜ドラマゴールド
  - 「大女優殺人事件」（2007年1月、日本テレビ）
  - 「アガサ・クリスティの予告殺人」（2007年3月、日本テレビ）
- さくら署の女たち（2007年7月11日 - 9月12日、テレビ朝日）
- ドラマ30・みこん六姉妹2（2008年3月3日 - 5月2日、中部日本放送制作・TBSテレビ）
- 警部補・杉山真太郎〜吉祥寺署事件ファイル 第4話（2015年2月2日、TBS） - 西野絵里子 役

### 携帯ドラマ
- ロス:タイム:ライフ 第12節・親子篇（2010年6月、LISMO Channel他）

### 映画
- 電影少女 -VIDEO GIRL AI-（1991年、東宝（週刊少年ジャンプ連載作品・実写映画化）） - 絵里 役（※橋野恵美 名義）
- 恐竜を掘ろう （2013年公開）

### 吹き替え
- トップガン（DVD版） - キャロル・ブラッドショウ（メグ・ライアン） 役
- ウィッチマウンテン/地図から消された山（DVD・Blu-ray版） - アレックス・フリードマン博士（カーラ・グギノ） 役
- 運命のボタン（DVD・Blu-ray版） - ノーマ・ルイス（キャメロン・ディアス） 役

### ラジオ
- お嬢様の夜ふかし（1998年10月 - 1999年9月、TBSラジオ）
- unun（2001年4月 - 2002年9月、文化放送）
- サントリー・サタデー・ウェイティング・バー (2005年8月、エフエム東京)[17][18]
- 東貴博 ニッポン全国 ラジベガス（2005年10月 - 2006年3月、ニッポン放送）
- はしのえみ 日曜だ!休もう!!（2007年10月 - 2008年3月、NACK5）

### 舞台
- 「欽ちゃん劇団」公演（1991年6月 - 1993年8月）
- 「やっぱりコント55号」公演（1991年11月、博品館劇場）
- 「やっぱりコント55号」公演（1992年6月、前進座劇場）
- 「欽ちゃん二郎さんコントで御免!」公演（1993年3月、カンダパンセホール）
- 「欽ちゃん劇団爆笑」公演（1995年3月、スパリゾートハワイアンズ）
- 東八郎十三回忌公演「86の13」（2000年7月、新宿シアターアプル）
- 江戸の花嫁（2003年2月、明治座）
- 劇団東京ヴォードヴィルショー第61回公演「エキストラ」（2006年11月、新宿紀伊國屋サザンシアター） ※客演
- 仇討物語 でんでん虫（2007年2月、明治座）
- あらん はらん しらん（2009年1月、明治座）
- 六月燈の三姉妹（2009年8月、赤坂RED/THEATER 鹿児島宝山ホール 鹿児島川内文化ホール）
- いかん どっかん あっけらかん（2011年1月、明治座）

### CM
- トヨタ・ノア
- ERA
- 常盤薬品工業「南天のど飴」
- 株式会社ミホミ「こっこ」 テレビCMは静岡地区のみ、ラジオCMは関東のニッポン放送でも放送されている。
- サントリー「BOSS贅沢微糖」『贅沢そば屋』篇（2010年）
- ライフネット生命保険『教えて!私の保険』篇（2011年）